# 浅地洋佑
浅地 洋佑（あさぢ ようすけ、1993年5月24日 - ）は、日本のプロゴルファー。東京都出身。所属はフリー。

## プロ経歴
タイガー・ウッズをテレビで見たことがきっかけで6歳からゴルフを始め、中学3年時の2008年に日本ジュニアゴルフ選手権優勝。杉並学院高等学校に進学し、2年時の2010年に出場したダイヤモンドカップでは2日目を終えて2位につける。最終的には7アンダーで9位タイのローアマ。 
2011年に関東アマチュアゴルフ選手権優勝や日本アマ3位の実績を残す。同年のクオリファイングトーナメントで11位となりプロ転向。2012年3月の高校卒業で、ツアーに本格参戦した。 
2012年はルーキーイヤーながら、カシオワールドオープンゴルフトーナメントで9位タイになるなど、レギュラーツアー19試合に出場し13試合で予選通過し賞金ランキング67位となり見事賞金シードを獲得。またスポットで参戦したJGTOチャレンジトーナメントのISPS・CHARITY チャレンジトーナメントで初優勝を果たした。19歳14日での優勝は当時のJGTOチャレンジトーナメント最年少優勝記録であった。 
2013年はレギュラーツアー22試合中16試合で予選通過したものの賞金ランキング77位となり賞金シードを逃してしまう。2014、2015、2016年も限られた出場権の中なかなか上位に食い込めずシード復帰とはならなかった。 
しかし2017年には4度15位タイに入るなどの活躍を見せ賞金ランク77位となり、準シードながらシード復帰を果たす。 
2018年にはさらに関西オープンゴルフ選手権競技4位タイ、ブリヂストンオープンゴルフトーナメント7位タイなど上位フィニッシュを増やし、賞金ランキング自己最高の56位となり賞金シードを獲得する。 
2019年日本ツアー・アジアンツアー共催のアジアパシフィックオープンゴルフ選手権 ダイヤモンドカップでついにレギュラーツアー初優勝し、同年の全英オープン出場権を獲得。 日本人選手のほとんどが予選落ちするなか、初のメジャー出場ながら見事予選通過を果たした。しかしながら、最終日に全英オープン特有の強風に苦しみスコアを叩いてしまい67位タイに終わった。2019年はさらにANAオープンゴルフトーナメントでツアー史上最多の5人でのプレーオフを制し2勝目を挙げ、最終的に賞金ランキング9位になる飛躍の年となった。   
2021年、11月4日から11月7日に行われたマイナビABCチャンピオンシップでレギュラーツアー3勝目を挙げた。
しかし、2022年は賞金ランク86位でシード落ち。2023年には賞金シードに返り咲いたがスランプが続いたため、2024年に中学生まで師事していた植村啓太コーチの門を叩いた。
2025年、5月1日から5月4日に行われた中日クラウンズを通算7アンダーで優勝し、4年ぶりの4勝目を挙げた。

## 優勝歴

### 日本ツアー（4）
| No. | 日時          | 大会                          | 優勝スコア               | 打差        | 2位                                        |
| --- | ------------- | ----------------------------- | ------------------------ | ----------- | ------------------------------------------ |
| 1   | 2019年5月12日 | ダイヤモンドカップゴルフ1     | −3（69-72-68-72 = 281）  | 1ストローク | M・L・シン 米澤蓮 （a）                    |
| 2   | 2019年9月15日 | ANAオープン                   | −16（73-68-66-65 = 272） | プレーオフ  | S・ハン 嘉数光倫 ショーン・ノリス 時松隆光 |
| 3   | 2021年11月7日 | マイナビABCチャンピオンシップ | −16（69-67-68-68 = 272） | 1ストローク | 堀川未来夢 石坂友宏                        |
| 4   | 2025年5月4日  | 中日クラウンズ                | −7（70-72-62-69 = 273）  | 1ストローク | 岩田寛 宮里優作                            |

1 アジアンツアーによる共催
日本ツアープレーオフ記録（1–0）
| No. | 年     | トーナメント | 対戦相手                                 | 結果                               |
| --- | ------ | ------------ | ---------------------------------------- | ---------------------------------- |
| 1   | 2019年 | ANAオープン  | S・ハン 、嘉数光倫、S・ノリス、 時松隆光 | 最初の追加ホールでバーディーを獲得 |

### ジャパンチャレンジツアー（2）
- 2012 ISPS・CHARITY チャレンジトーナメント
- 2015 ミュゼプラチナムチャレンジトーナメント[10]